# 제8사단 (육상자위대)
제8사단(일본어: 第8師団 다이하치시단[*], JGSDF 8th Division)은 서부방면대 예하 사단이다. 규슈 지방 남부를 방위하며 구마모토현 구마모토시 기타쿠마모토 주둔지에 사령부를 두고 있다.

## 역사
1955년 12일 1일, 제4관구가 재편성되면서 제8혼성단으로서 창설되었는데, 카노야 기지의 제12보통과연대, 3개 특과대대, 2개 설비중대, 1개 전차중대로 구성되었다. 사령부는 후쿠오카 주둔지에 위치했으며, 이듬해 1956년 12월부터 1957년 3월까지, 제8혼성단 전력 대부분이 근거지를 새로 설립된 기타후쿠오카 주둔지로 옮겼다.
1962년, 제42, 43보통과연대를 예속받고 제8사단(을종 사단)으로 증편되었다.
1981년 갑종 사단으로 개편되고 제7사단 예하 제24보통과연대가 제8사단 소속이 되면서 새로운 에비노 주둔지로 옮겨갔다.
2005년 3월 28일 즉응 근대화 사단으로 개편되었다.

## 편제
- 사단 사령부 - 기타쿠마모토 주둔지
- 제12보통과연대(4개 중대) - 고쿠부 주둔지
- 제24보통과연대(4개 중대, 코어부대) - 에비노 주둔지
- 제42보통과연대(4개 중대) - 기타쿠마모토 주둔지
- 제43보통과연대(4개 중대) - 미야코노조 주둔지
- 제8특과연대 - 기타쿠마모토 주둔지
- 제8후방지원연대 - 기타쿠마모토 주둔지
- 제8고사특과대대 - 기타쿠마모토 주둔지
- 제8설비대대 - 센다이 주둔지
- 제8전차대대(4개 중대) - 쿠스 주둔지
- 제8통신대대 - 기타쿠마모토 주둔지
- 제8비행대 - 다카유바루 분둔지
- 제8음악대 - 기타쿠마모토 주둔지
- 제8정찰대 - 기타쿠마모토 주둔지
- 제8화학방호대 - 기타쿠마모토 주둔지